# 延迟线存储器
延迟线存储器（英語：Delay line memory）是用在早期计算机上的一种内存存储媒体。类似现代的许多電腦中的电子存储设备，延迟线存储器是一种可以重刷新（refreshable）的存储器，但是与现代的随机存取存储器不同的是，延迟线存储器的工作方式为循序存取。在最早的延迟线存储器中，以电脉冲形式存入的数据信息被转换成在媒介（例如充满水银的圆柱体、一个磁致伸缩线圈或者一个压电晶体）中传播相对较慢的机械波。传播媒介能够在任何时候支持上千个脉冲。当脉冲到达传播媒介的另一个终端时，机械波又被重新转换到电脉冲，并经过放大、整流等过程还原到其最初的过程，从而重刷新存储器。存取希望得到的信息内容时，必须等候对应的脉冲到达媒介的终端，这个时间通常是微秒级别。延迟线存储器是J. Presper Eckert在20世纪40年代中期为EDVAC和UNIVAC I等计算机发明的。